# Boskovicové
Páni z Boskovic byli jedním z nejvýznamnějších moravských šlechtických rodů. Jejich erb, v červeném poli stříbrný sedmizubý hřeben, je dodnes ve znaku města Boskovice, podle něhož se psali.

## Historie a původ

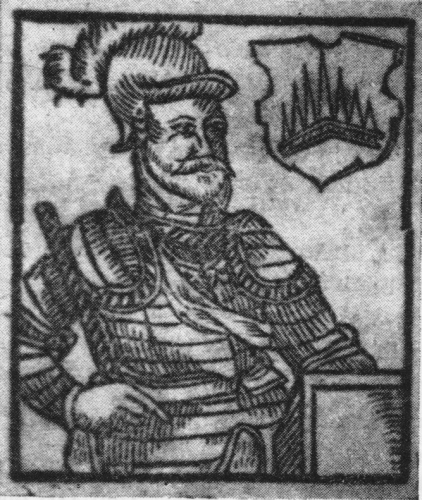
Oldřich Černohorský z Boskovic

Za domnělého předka rodu je podle erbovní pověsti zaznamenané Bartolomějem Paprockým z Hlohol považován ptáčník Velen, který dostal od moravského markraběte svůj erb a lénem panství, kde byl později vystavěn hrad Boskovice.
Pověst vypráví, že při lovu se kníže ztratil uprostřed hlubokých lesů, kde mu pomohl právě Velen a stal se jeho hostitelem, aniž ho však poznal. Po večeři svého hosta umyl, usadil na polštářek a rozčesával vlasy hřebenem. Večer pak hosta obsloužil v lázni dubovými větvemi. Za tuto službu a věrnost dostal svůj erb a statky. Proto se v erbu objevil hřeben a v klenotu polštářek a dubové snítky.
Historickým předchůdcem je Jimram z Boskovic (psal se tak již v roce 1222) a po něm Lambert, který založil roku 1230 v Brně minoritský klášter. Od poloviny 13. století se v listinách uvádějí Lambertovi synové Velen a Jimram. Původní boskovický hrad byl malou, raně gotickou opevněnou stavbou. Tento hrad pobořilo v roce 1312 vojsko krále Jana Lucemburského za vzpurnost majitele Arkleba z Boskovic (1292–1342). Kolem roku 1320 bylo započato s jeho opravou. Arklebův syn Ješek z Boskovic rozmnožil od roku 1348 rodové jmění.
Na konci 14. století však byl znovu vyvrácen, tentokráte za válek mezi markrabaty Joštem Moravským a Prokopem, na jehož stranu se postavil Jan Ozor z Boskovic. Zbořený hrad koupil Heralt z Kunštátu a Líšnice, který dostal od markraběte souhlas se stavbou nového hradu; jeho výstavba započala před rokem 1398. Nový hrad vznikal východněji a původní objekt byl přebudován na předsunuté strážní opevnění. Po dobudování nového hradu se jej v roce 1424 zmocnili husité a po roce 1434 přešel do vlastnictví českého krále Jiřího z Poděbrad. Ten si chtěl rod pánů z Boskovic zavázat, a proto boskovické panství s hradem v roce 1458 postoupil zemskému hejtmanu Vaňkovi z Boskovic. Tím se tedy rodové sídlo vrátilo do jejich rukou. Pánové z Boskovic jej pak drželi až do roku 1547.

Boskovicové stáli v popředí šlechtických rodů už za Lucemburků. V průběhu 15. století náleželi pánové z Boskovic vedle Pernštejnů a Rožmberků k nejbohatším šlechticům v českých zemích. Své výsostné postavení si udrželi až do samého konce rodu. Vymřeli po meči roku 1597 smrtí Jana Šembery z Boskovic.

### Erb
V erbu vždy nosili znamení zvané hřeben, což je krokev o sedmi hrotech. Sedláček uvádí původní barvy jako červený hřeben ve stříbrném štítu, což je však omyl. Erbovní kniha Konrada Schnitta v Basilejském archivu z 15. století má prokazatelně barvy známé i z pozdějších dob – červený štít se stříbrným či bílým hřebenem. Klenotem jsou dva dubové věníky na červeném sametovém polštáři. Totéž vyobrazení je patrné na znaku vytesaném na portálu zámku Černá Hora.

### Větve
Rod se dělil na čtyři větve: nejstarší – boskovickou (1230–1589), svojanovskou, černohorskou (1388–1546) a bučovickou (1477–1597). Zajímavostí je, že všechny větve rodu vymřely v průběhu 16. století.

### Nejvýznamnější členové rodu

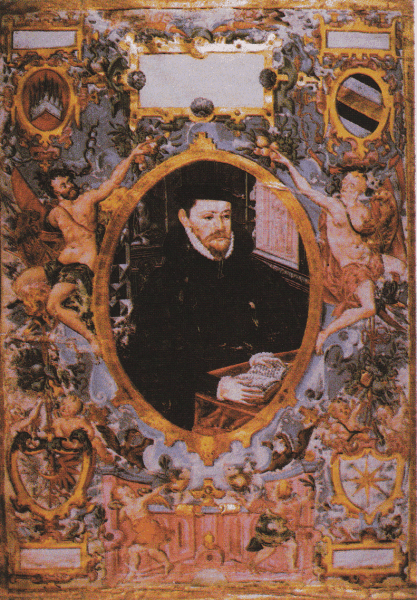
Albrecht Černohorský z Boskovic

- Významnou politickou postavou byl Jaroslav z Boskovic (činný 1452 – † 1485) jako tajný rada a kancléř ve službách uherského krále Matyáše Korvína. Jeho perspektivní kariéru však zhatilo nařčení ze zrady. Jaroslav byl ve Vídni na dnešním Lobkowitzkém náměstí roku 1485 sťat a pohřben ve svatoštěpánském kostele.

- Z boskovické větve dále vynikl Jaroslavův bratr Ladislav z Boskovic (1455–1520), který byl kanovníkem v Olomouci a proboštem v Brně, avšak duchovní dráhu záhy opustil. Od roku 1496 se stal nejvyšším komorníkem a rádcem krále Vladislava II. Jagellonského. Studoval v Itálii, cestoval okolo Středozemního moře a po smrti bratra Jaroslava se vrátil a věnoval se rodinným statkům. K rodovým majetkům přikoupil ještě panství Moravskou Třebovou, Židlochovice, Zábřeh, Rudu nad Moravou a Úsov. Vytvořil tak velké dominium, které se rozkládalo od Moravské Třebové až po Litovel a na severu až do oblasti řeky Horní Moravice. Proslul i jako člověk nábožensky snášenlivý a velký mecenáš umění. Nashromáždil a na zámku v Moravské Třebové vytvořil obrovskou kolekci bibliofilií.

- Z větve černohorské vynikl Tas z Boskovic (1446–1482) významný státník i hospodářský organizátor, který byl od roku 1457 olomouckým biskupem. Studoval v Pavii a ve Florencii a patřil k nejvzdělanějším ve své době. Rodina Černohorských z Boskovic stranila uherskému králi. Tas vedl z popudu uherského krále v červenci 1471 velmi důležité jednání s polským králem Kazimírem IV. Popravou Jaroslava z Boskovic si však Matyáš Korvín celý rod znepřátelil. Dnes je po Tasovi dokonce pojmenováno pivo z produkce pivovaru v Černé Hoře, který rovněž patřil do majetku pánů z Boskovic.

- Vaněk Černohorský z Boskovic mladší († 1466) – jako zemský hejtman proslul řečí na obranu Moravanů na sněmu roku 1453. V roce 1458 získal od krále Jiřího z Poděbrad zpět rodové sídlo – panství Boskovice.

- Vaňkův syn Václav z Boskovic (připomínán 1465 – † 1510) byl zemským hejtmanem a jako nejvyšší komorník olomouckého zemského soudu se zasloužil spolu s Ctiborem z Cimburka o to, aby se zápisy do zemských desk psaly česky místo doposud užívané latiny. Dcera Marta z Boskovic (1463–1507) dokonce zasáhla koncem vlády krále Vladislava Jagellonského do náboženských sporů jako zprostředkovatelka. Za její toleranci ji humanista Bohuslav Hasištejnský z Lobkovic vyčinil a poradil jí, aby si raději hleděla lnu a přeslice a „nesápala se jako nemoudrá mužatka proti víře katolické“. Syn Oldřich Trnavský z Boskovic († 1500; 1. manželka Eliška z Janovic, 2. manželka Kateřina ze Sovince) byl otcem Václava z Boskovic († 1554), zakladatele „bučovické větve“.

- Václav Bučovický z Boskovic († 25. října 1554) získal bučovické zboží sňatkem s Annou z Ojnic (2. manželka Marie Žabková z Limberka) a tím založil bučovickou větev pánů z Boskovic. Po jeho smrti drželi panství jeho synové Albrecht a poté Jan Šembera z Boskovic (byl radou císaře Rudolfa II.), který původní tvrz začal v roce 1567 přestavovat na renesanční zámek. Přestože se z Jana Šembery stal na sklonku života podivín, dbal na dokončení štukových výzdob a vybavení interiérů vzácným pozlaceným nábytkem. Byl posledním členem rodu, který pocházel z bučovické větve. Jím vymřel v roce 1597 po meči celý rod pánů z Boskovic. Jeho dvě dcery, Anna Marie a Kateřina, se provdaly do rodu pánů z Lichtenštejna, který tak zdědil celý boskovický majetek.

- Další Oldřichův syn Arkleb Trnavský z Boskovic – (manželka Ludmila); obdržel v roce 1511 darem od krále Vladislava II. Jagellonského tvrz a městečko Napajedla do dědičného držení jako odměnu za zásluhy, které si získal jako hejtman Brněnského kraje při potlačování různých loupeživých band řádících v té době na Moravě. Současně s Napajedly získal i Buchlov (1511–1520). Obě panství v roce 1520 prodal Žerotínům. Vranov nad Dyjí měl v držení přibližně v témže období (1510–1525). Po roce 1526 vykonával funkci zemského hejtmana, později nejvyššího komorníka na Moravě.

### Další členové rodu
- Vaněk Černohorský z Boskovic (1377–1438) jako účastník stavovského sněmu v Praze v září 1415 připojil svoji pečeť na protestní list kostnickému koncilu proti upálení mistra Jana Husa.
- Beneš Černohorský z Boskovic (1420–1470) – sídlem Černá Hora, Nový Hrad – manželka Machna ze Šternberka
- Dobeš Černohorský z Boskovic († 1493) proslul jako válečník – velel pověstné černé rotě krále Matyáše Korvína, s níž 12. února 1469 dobyl a obsadil brněnský hrad Špilberk.
- Kryštof z Boskovic († 1550) – sídlem na Moravské Třebové – manželka Kunka kněžna Minsterberská
- Albrecht Bučovický z Boskovic († 1571) – sídlem Bučovice, Černá Hora, Pozořice, Úsov – manželka Božena z Lipé
- Anna Marie Šemberová z Boskovic a Černé Hory (1575–1625) sňatkem s Karlem I. z Lichtenštejna se stala první kněžnou z Lichtenštejna a zároveň vévodkyní opavskou a krnovskou.

### Pověsti
Jan Černohorský z Boskovic, zvaný Šembera, dal popud mnoha pověstem. Jedna z nich říká, že když stavěl zámek v Bučovicích, musel zápasit s ďáblem. Přemohl ho tak, že ho chytil za ocas a mrštil s ním o stěnu. Ďábel ho stejně nakonec dostal do pekla a Šembera se na zámku musí zjevovat v podobě ohnivého koně. V Litovli zase straší v převleku za jelena a ze všech moravských šlechticů je snad o něm nejvíce pověstí.

## Majetek rodu

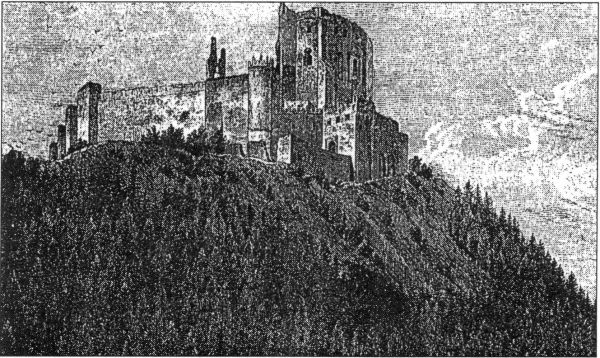
Hrad Boskovice před rokem 1848

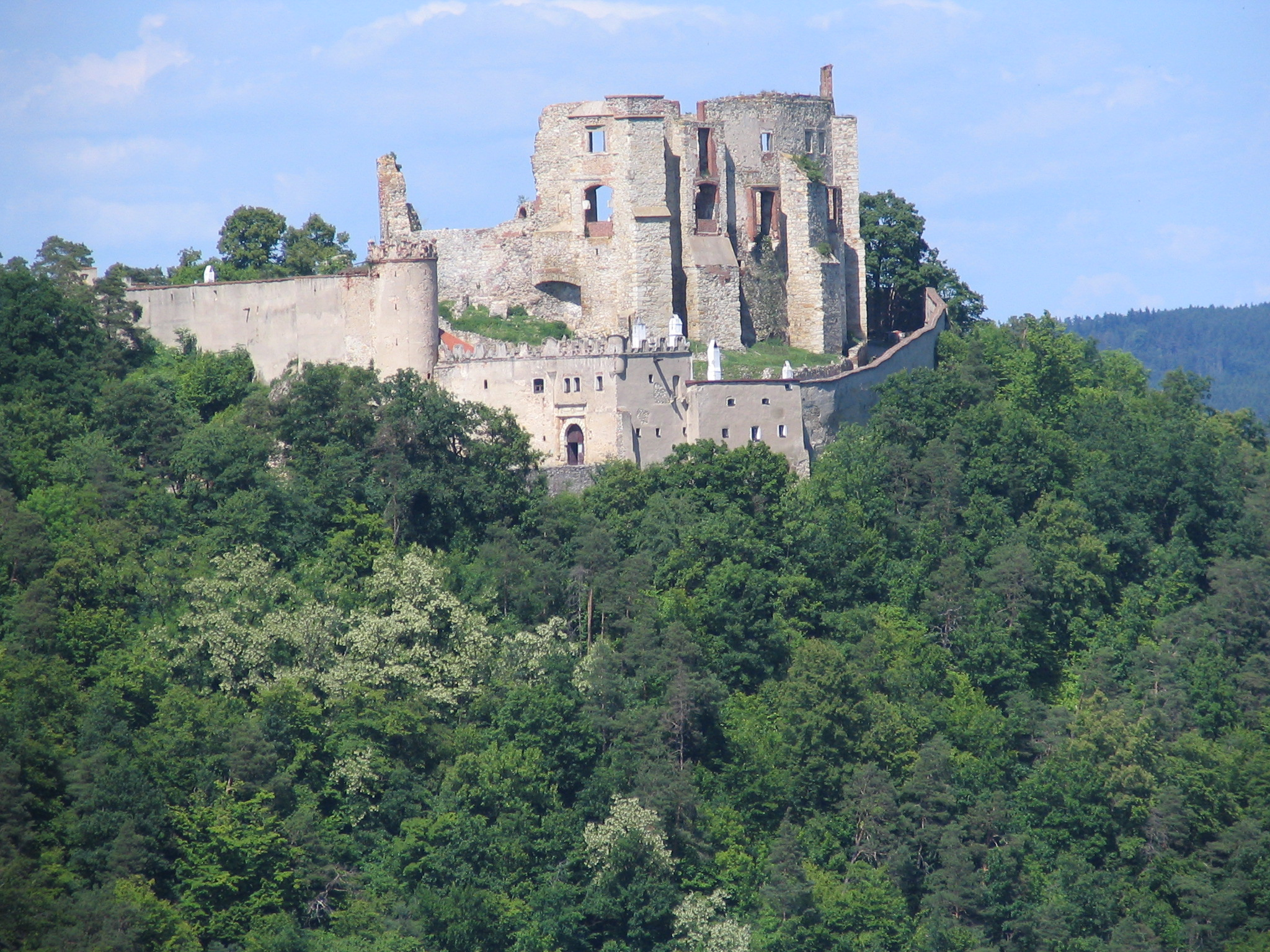
Zřícenina hradu Boskovice, současný stav

Rodovým sídlem byly Boskovice, které prý založil sám Velen. Při stavbě se prý kopl do palce a zvolal „Nebudu již chodit bosko více“ a tím vznikl název města. Dále byly v majetku rodu ještě další panství -
- na Moravě: Boskovice, Bučovice, Buchlov, Černá Hora, Deblín, Veveří, Trnávka s hradem Cimburk, Hukvaldy, Starý Jičín, Louka, Holštejn, Doubravice, Napajedla, Pozořice, Račice, Ruda nad Moravou, Štramberk, Třebíč, Zábřeh na Moravě, Nemile a Vranov, Úsov

- v Čechách: Bělá nad Svitavou, Brandýs nad Orlicí, Košťálov, Mnichovo Hradiště, Česká Skalice, Rájec, Semily, Turnov, Svojanov a Žumberk

## Příbuzenské svazky
Příbuzensky byli páni z Boskovic spojeni s mnoha moravskými a také českými rody jako např. s Rožmberky, pány z Cimburka, pány z Kunštátu, z Lichtenburka, Pernštejny, Žerotíny, Valdštejny, Lichtenštejny a dalšími.

## Zajímavosti
Podle ptáčníka Velena, pověstného zakladatele Boskovic, se dnes jmenuje místní folklorní soubor Velen.